# Lars Peter Hansen
Lars Peter Hansen (* 26. října 1952 Champaign, Illinois) je americký ekonom, zabývající se zejména makroekonomií, ekonometrií a teorií financí, nositel Nobelovy ceny za ekonomii.

## Život a vědecká činnost
Jeho otec, Roger Gaurth Hansen, byl profesorem biochemie na Utah State University. Má dva bratry, Ted Howard Hansen působí jako imunolog na Washington University in St. Louis a Roger Hansen je inženýrem v oblasti managementu vodních zdrojů.
V roce 1974 získal bakalářský titul na Utah State University a roce 1978 získal na University of Minnesota titul Ph.D. Následně nastoupil jako asistent a docent na Carnegieho-Mellonovu univerzitu a v roce 1981 začal působit na Chicagské univerzitě. Na této univerzitě je dnes profesorem ekonomie.
Jeho nejznámějším vědeckým výsledkem je vývoj ekonometrické techniky tzv. zobecněné metody momentů (anglicky: Generalized method of moments, zkratka: GMM). Tato metoda umožňuje testovat platnost vybraných vztahů v ekonomických modelech bez nutnosti úplné specifikace celého modelu.
Je autorem nebo spoluautorem mnoha prací, které se zabývají aplikací metody do různých oblastí ekonomie, například financí, mezinárodních financí nebo makroekonomie. Jeho raná práce s Kennethem Singletonem významně zlepšila chápání nedostatků široké třídy modelů pro oceňování aktiv. Společně s Ravi Jagannathanem zkonstruoval jednoduché vztahy, které musí splňovat preference investorů v teoretických modelech, aby takové modely mohly uspět při vysvětlení vysokých rizikových prémií finančních aktiv.
V současné době se společně s Thomasem Sargentem zabývá robustním rozhodováním investorů v podmínkách nejistoty. Spolu s José Scheinkmanem zkoumá časovou strukturu vztahu k riziku a nejistotě.
V roce 1984 získal společně s Kennethem Singletonem Frischovu medaili. V roce 2013 byl oceněn Nobelovou cenou za ekonomii, společně s Robertem J. Shillerem a Eugenem Famou.
Je členem americké Národní akademie věd. V současné době je rovněž ředitelem Becker Friedman Institute na University of Chicago a spolupodílí se vedení Macro Financial Modelling Group, která zkoumá vztah finančního sektoru a reálné ekonomiky.
Je ženatý s Grace Tsiang, dcerou čínsko-amerického ekonoma Sho-Chieh Tsianga a mají spolu jednoho syna, Petra.